# 尾崎定正
尾崎 定正（おざき さだまさ）は、戦国時代から江戸時代初期の武将。尾張藩士。

## 略歴
東条松平家の松平家忠及びその家老・松平康親に仕える。永禄4年（1561年）藤波畷の戦いに13歳で従軍。永禄11年（1568年）掛川城の戦いで敵の首級を挙げる。元亀3年（1572年）三方ヶ原の戦いでは殿軍を務めた。天正3年（1575年）長篠の戦いでは鳶ヶ巣山砦攻撃に参加し、砦への一番乗りを果たし飯尾助友を討ち取った。同年、康親が牧野城に入るとこれに従い、武田軍に攻められた時に敵将を討った。この時、本多重純に首級の譲渡を求められたため、承諾して代わりに重純の槍を貰い受けてさらに敵将を討ったという。天正7年（1579年）持船城攻めでは向井正重を討ち取る軍功を立てた。天正10年（1582年）康親が駿河三枚橋城に入るとこれに従う。夫人の平岩氏も定正に移ったが、ある時家来の間で喧嘩があり定正邸が襲撃された事があったが、夫人は家来たちを励ましてこれを撃退したという。
康親の死後はその子・康重に仕え、天正18年（1590年）小田原征伐では小田原城の篠曲輪攻撃で旗奉行の任を務めている。慶長6年（1601年）康重は常陸笠間藩主となる。翌年、旧常陸国主・佐竹氏の家臣の一部が主家の転封に反抗したため、その鎮撫を行う。その後は笠間城に在城したが、慶長11年（1606年）笠間藩を辞し、尾張清洲藩主の松平忠吉に500石で招かれて仕える。翌年に忠吉が亡くなると徳川義利が尾張藩主となったため、俸禄はそのままに義利に仕えた。その後は嫡男の正忠に家督を譲っていたが、慶長19年（1614年）大坂冬の陣を前に名古屋城に立ち寄った徳川家康と対面し、半平とは別に200石を与えられて旗奉行を任された。慶長20年（1615年）大坂夏の陣に従軍して義利の信頼を得、以後毎年銀子10枚と小袖一重を下賜された。元和5年（1619年）没。なお養老料は外孫の広定（女婿・高梨政広の子）が継承した。